# Риет, Яан
Я́ан Ри́ет (эст. Jaan Riet, Я́ан Ха́нсович Ри́ет; 15 (27) марта 1873, д. Перакюла, Абъяская волость, Лифляндская губерния, Российская империя — 28 июня 1952, Вильянди, Эстонская ССР) — эстонский фотограф. Автор фотоснимков, иллюстрирующих как природу, архитектуру и жизнь Эстонии, так и развитие эстонской фотографии на протяжении 50 лет — с конца XIX до середины XX века. Объёмный фонд работ Риета хранится в Киноархиве Национального архива Эстонии и Вильяндиском музее, а вещи, связанные с ним — в таллинском Музее фотографии.

## Биография
Яан Риет родился в деревне Перакюла (в настоящее время волость Мульги, уезд Вильяндимаа) в семье многодетного плотника Ханса Риета. Учился в Перакюлаской волостной школе. В 1887—1894 годах работал в винной лавке своего родственника Хенна Риета в Вильянди.
Время рождения и юность Яана Риета пришлись на период «Прекрасной эпохи» (фр. Belle Époque), характеризовавшейся оптимизмом, относительным миром, экономическим процветанием, быстрой урбанизацией, а также технологическими и культурными инновациями. Следуя призыву Якоба Хурта к широкой общественности собирать старину, Риет с 1890 по 1897 год отправил Якобу Хурту и эстонскому фольклористу и священнослужителю Матиасу Иоганну Эйзену (автору первого перевода на эстонский язык карело-финского эпоса «Калевала») 75 листов с пословицами, загадками, поговорками и народными поверьями. Уже в годы работы в винной лавке Яан занимался любительской фотографией. В 1897 году он отправился повышать свою квалификацию в Ревель. Знания в области фотографии он получил от таллинского фотографа Ханса Кристина (Hans Kristin). Первая фоторабота, отмеченная в регистрационной книге Риета, датируется 14 февраля 1896 года. Из Ревеля в Вильянди Риет вернулся в 1898 году.
В 1902 году Яан Риет женился на Марии Удельт (Mariе (Maria) Udelt, 1880—1959). Мария вместе со своей младшей сестрой Анной Кукк (Anna Kukk) изучала фотографию в Дрездене в 1905 году и в фотоателье Бруно Вира (Bruno Wiehr) в Лейпциге в 1909 году. У Яана и Марии были две дочери: Хилья Риет (Hilja Riet, 1905—2006) и Эльма Тюндер (Elma Tünder, урождённая Риет, 1910—1987). Хилья училась в Высшей художественной школе «Паллас», а затем работала в Тартуском художественном фонде и с 1931 года создавала фотооткрытки, очень популярные в Эстонии.

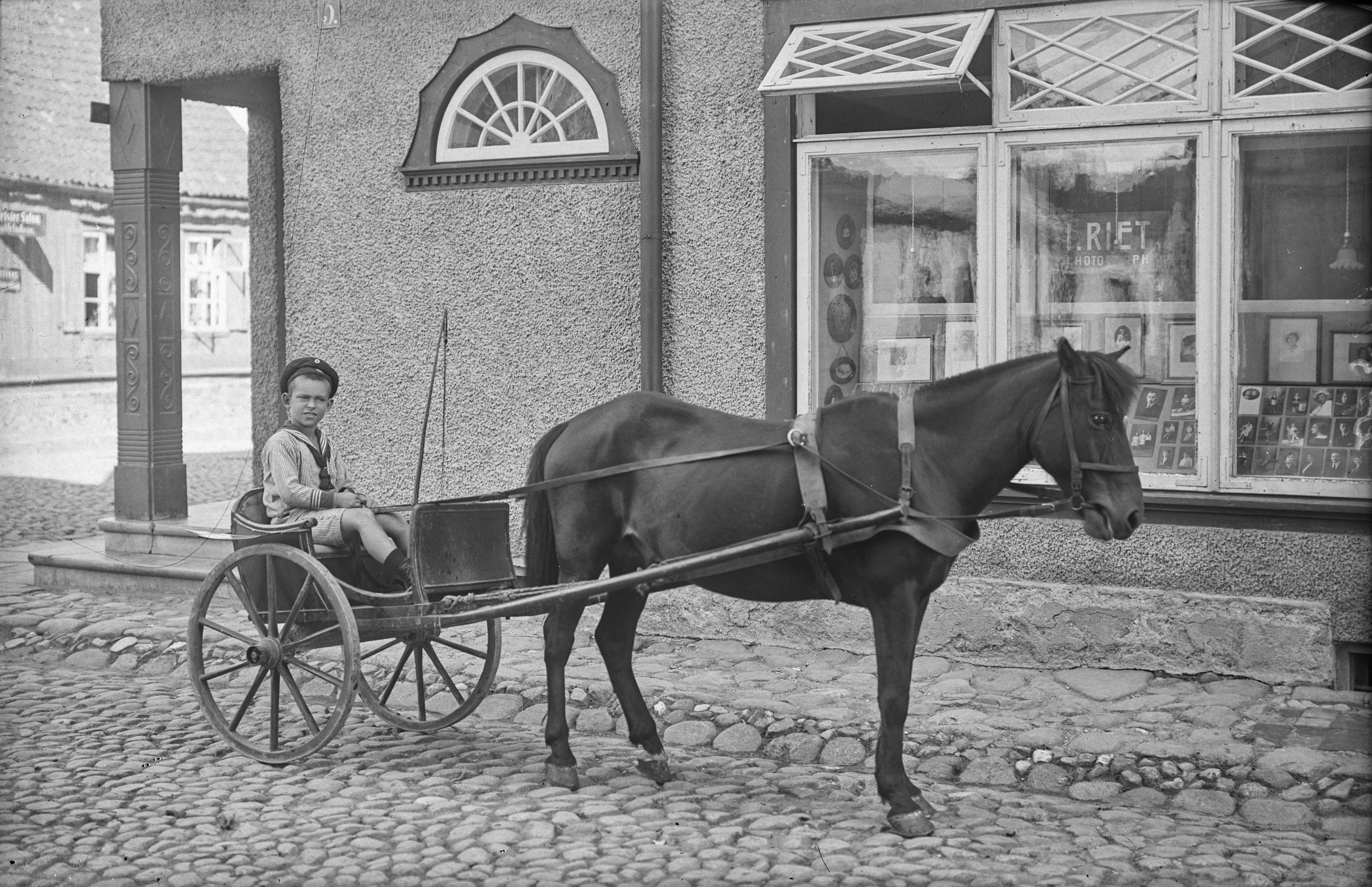
Витрина дома-ателье Яана Риета и ребёнок в одноколке (Я. Риет, 1918)

В 1914 году в Вильянди, на углу улиц Койду и Пости, Яан Риет построил себе двухэтажный дом-ателье в югендстиле по проекту Карла Бурмана. Наверху располагались жилые комнаты, внизу — фотостудия, зал ожидания и фотолаборатория. Фотостудия Риета была на самом высоком уровне. Помещение, где велись фотосъёмки, имело стеклянную стену и крышу из специального светозащитного стекла. Сине-белые шторы позволяли регулировать свет, для искусственного освещения имелось 12 ламп Osram Nitraphot по 500 Вт. Использовалось 15 разных объективов. В фотолаборатории размещались три копировальных и два увеличительно-уменьшающих станка, автоматическая промывочная машина. Были оборудованы два помещения для ретуши фотографий и фотопластин (с машинами для наклеивания фотографий на картон, прессами, резаками и пр.).
Рядом с домом был создан красивый дендропарк — городская достопримечательность и гордость матери семейства Марии Риет. В парке насчитывалось более ста видов редких растений (некоторых из этих видов не было даже в ботаническом саду Тартуского университета).
Яан Риет занимался фотографией более 50 лет. В 1940 году его дом-ателье был национализирован, в 1948 году фотоателье закрыто. В 1951 году фотографа и его семью выселили из их дома. Эти события разрушительно сказались на здоровье Яана Риета, в 1952 году он скончался. Позже его младшая дочь Эльма, выйдя замуж, смогла вернуться в родной дом в качестве арендатора.
Яан Риет похоронен на Старом кладбище Вильянди.

## Работа фотографом
В 1898 году, на основе разрешения губернатора Лифляндии, Яан Риет открыл своё фотоателье. В 1903 году он повышал квалификацию во Франкфурте (Германия). Вернувшись из Германии, сначала работал в Абья, затем опять переехал в Вильянди.
После того, как началась Первая мировая война и Риет был призван на воинскую службу, в его фотоателье стали работать женщины из его семьи; эту деятельность они продолжили и в дальнейшем. Особую роль здесь играла его супруга Мария — её фотографии отличались хорошим вкусом и высоким качеством. Она, однако, не смогла использовать свой талант до конца, поскольку укоренившийся в Эстонии эстетический вкус противоречил личности Марии как фотографа: она делала своеобразные групповые и портретные фотоснимки с использованием непривычных поз. После окончания войны управление работой ателье взяла на себя сестра Марии, Анна Кукк. Марка «J. Riet» была известна по всей Эстонии благодаря многочисленным качественным фотографиям, созданным Яаном Риетом и женщинами его семьи.
Имеющаяся в фотоателье техника высокого уровня включала в себя небольшую фотокамеру Leica, работающую с 35-миллиметровой пленкой и впервые представленную миру фотографии на Лейпцигской весенней ярмарке в 1925 году. Риет заказал фотокамеру непосредственно из Германии. Яан и его дочь Хилья были одними из первых пользователей Leica в Эстонии.
Риета также интересовала стереофотография. К 1936 году его коллекция стереофотографий увеличилась настолько, что была издана книга «Kodumaa stereopiltide kogu» (с эст. «Сборник стереофотографий родной земли»), содержавшая 547 снимков.
21 мая 1936 года на учредительном собрании Эстонского общества мастеров-фотографов (эст. Eesti Meisterfotograafide Ühing) Яан Риет был избран его аудитором.
Фотоателье Яана Риета работало ровно 50 лет и было закрыто в 1948 году. Отметка о последней фотоработе Риета внесена в регистрационную книгу 21 марта 1948 года.

## Творческое наследие
Яан Риет запечатлел визуальную историю Вильянди с конца XIX столетия до середины XX столетия. Он был прежде всего студийным фотографом, но также сделал много городских и пейзажных фотоснимков, фотографировал здания и текущие события. До Первой мировой войны Риет успел обойти все современные уезды Эстонии, фотографировал в Финляндском княжестве и в других регионах Российской империи.
Основные темы фоторабот Яана Риета:

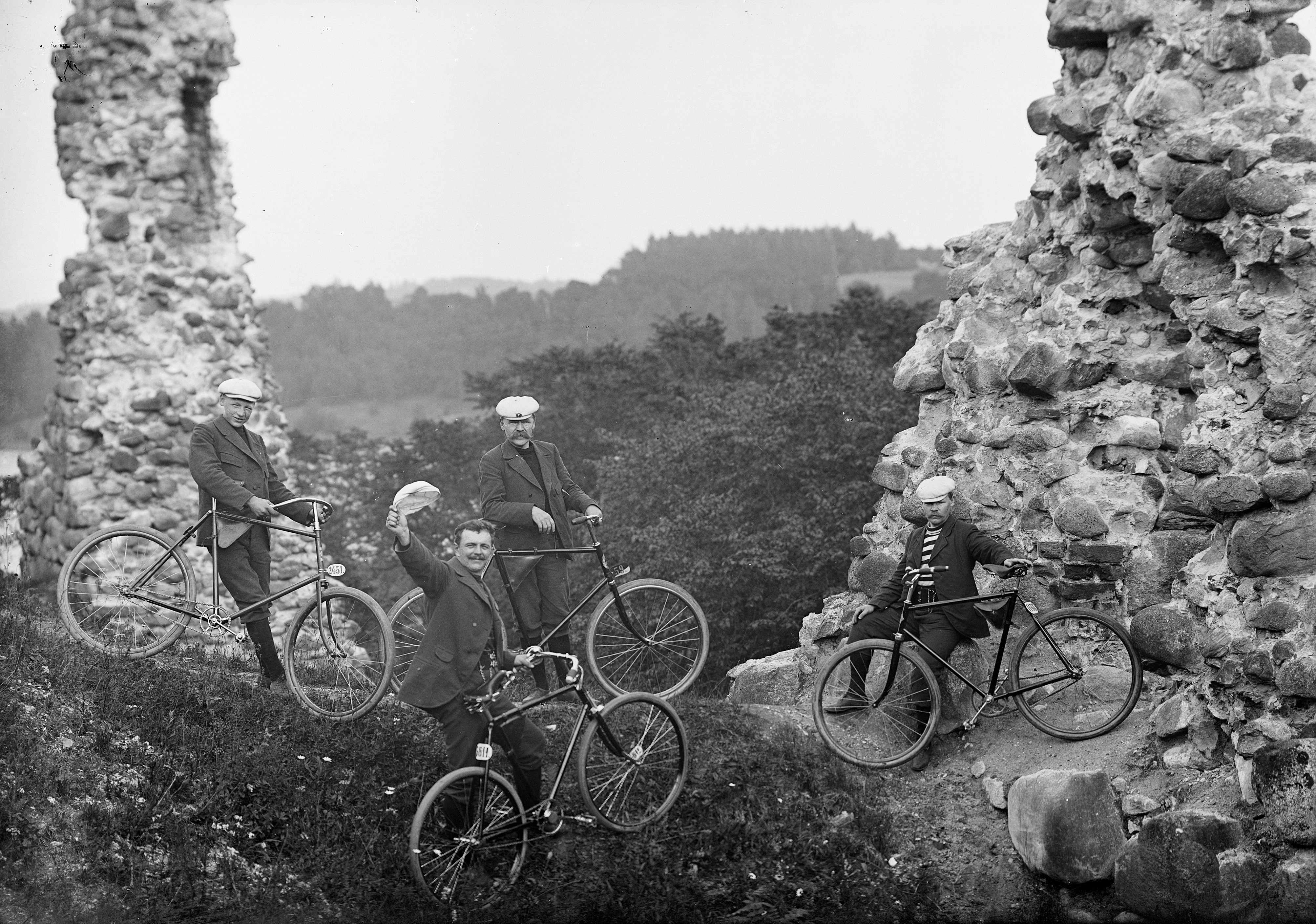
Велосипедисты на склонах
замка Феллин (Я. Риет, 1902)

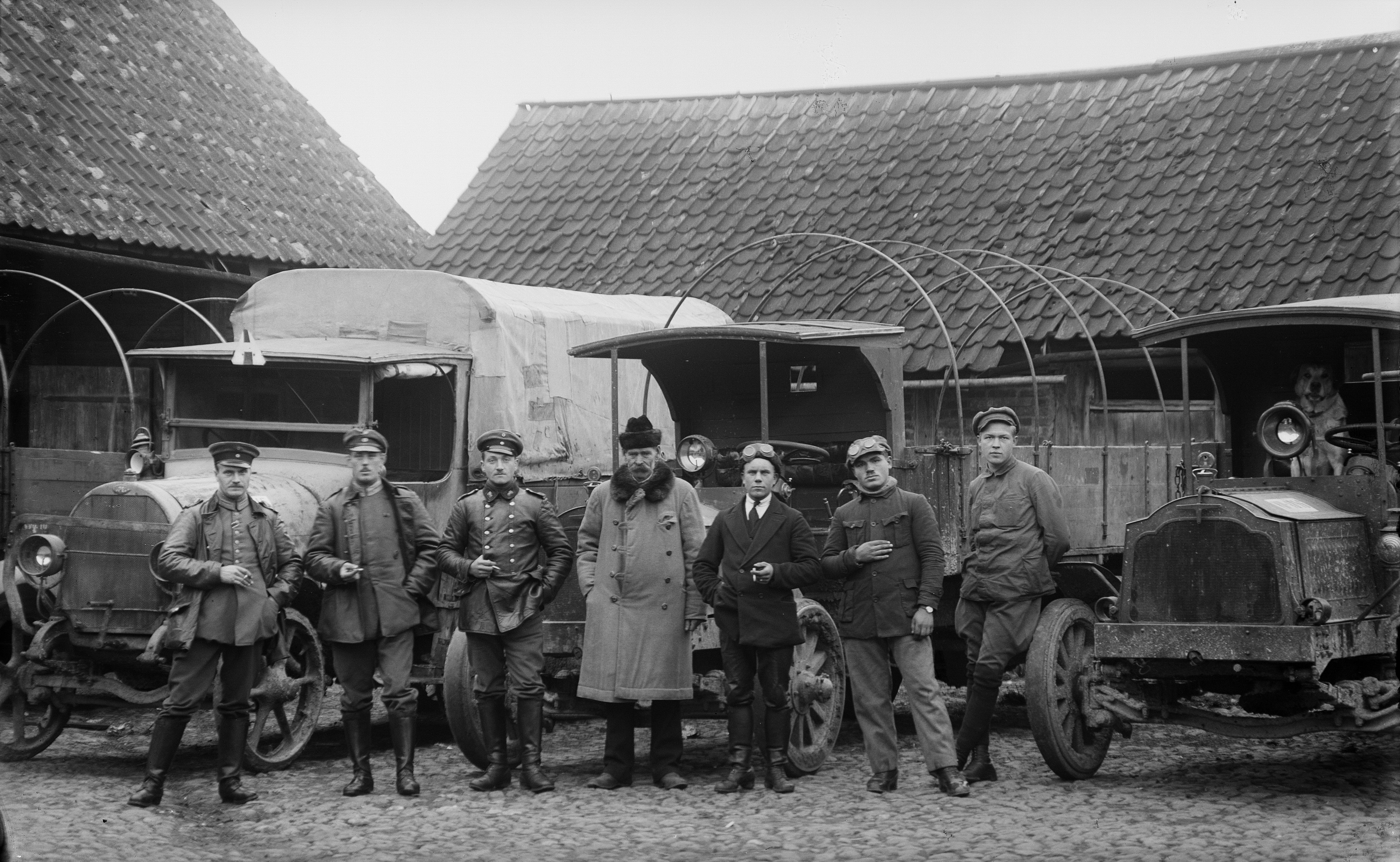
Немцы в подворье вильяндиского льноторговца Ютта перед уходом из Эстонии (Я. Риет, 1918)

- портреты и групповые фотоснимки. 
Сохранилось большое число фотографий общественных деятелей и деятелей культуры Вильянди, ремесленников, торговцев, военных и др.[1]; в частности, Риет фотографировал художников Конрада Мяги и Виллема Ормиссона[эст.], писателя Хуго Раудсеппа, режиссёра и актёра Карла Адера[эст.]. 25 февраля 1903 года он фотографировал А. Х. Таммсааре[3];
- фотографии на «злобу дня», в их числе снимки, сделанные на рынке, в магазинах, школах, волостных управах, на Вильяндиских праздниках песни (в 1907, 1922, 1927 и 1931 годах);
- город и пейзаж;
- внешние виды зданий и их интерьеры.

Риет снимал в основном на стеклянные негативы, делал стереоскопические фотографии; сохранились также целлулоидные негативы, с которыми он работал в последние годы жизни. Из тринадцати бухгалтерских книг следует, что в период 1896—1948 годов Яан Риет сделал 79 386 фотоснимков.
В 1971 году дочери Яана Риета передали сохранившийся архив (около 60 000 негативов) в государственный фотоархив Эстонии (в настоящее время — Киноархив Национального архива Эстонии, эст. Eesti Rahvusarhiivi Filmiarhiiv), где был создан персональный фонд Риета. Фонд содержит стеклонегативы, стереопластины (почти 700 шт.) и целлулоидные негативы. Большое число предметов, связанных с Яаном Риетом, хранится в Музее фотографии — филиале Таллинского городского музея. 1832 стеклянных негатива и более тысячи фотографий Риета имеются в фотоколлекции Вильяндиского музея; они доступны также в цифровом виде в информационной системе музея.
В 2023 году, к 150-летию со дня рождения Яана Риета, Вильяндиский музей издал 128-страничную книгу «Viljandi fotograaf Jaan Riet» («Вильяндиский фотограф Яан Риет») — обзор деятельности фотостудии Риета, работавших там фотографов и их наследия. Включённые в сборник фотографии отражают историю Вильянди с 1896 по 1948 год. Издание книги поддержал Капитал культуры Эстонии.

## Примеры фотографий Яана Риета

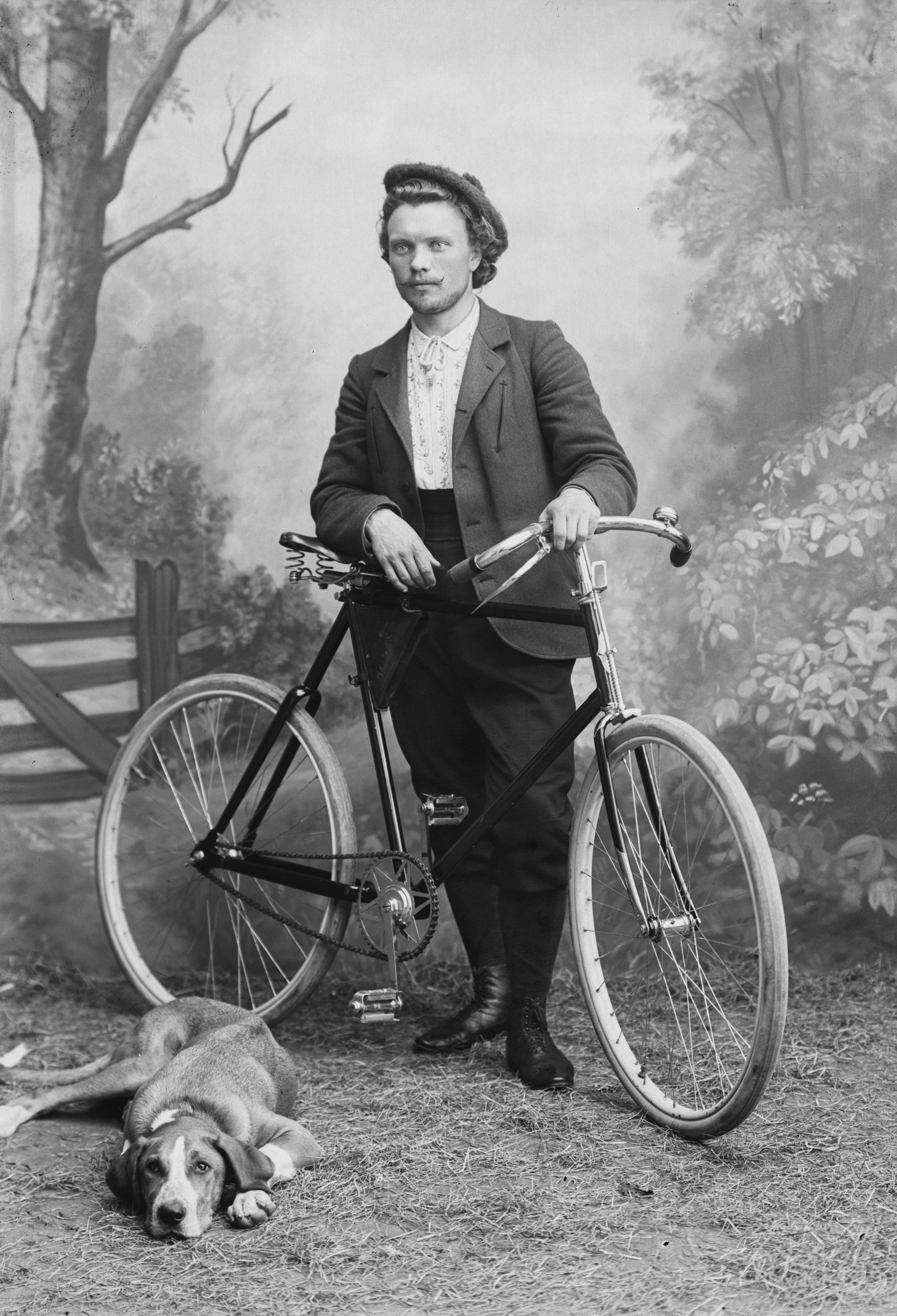
Юноша с велосипедом и собакой, 1902
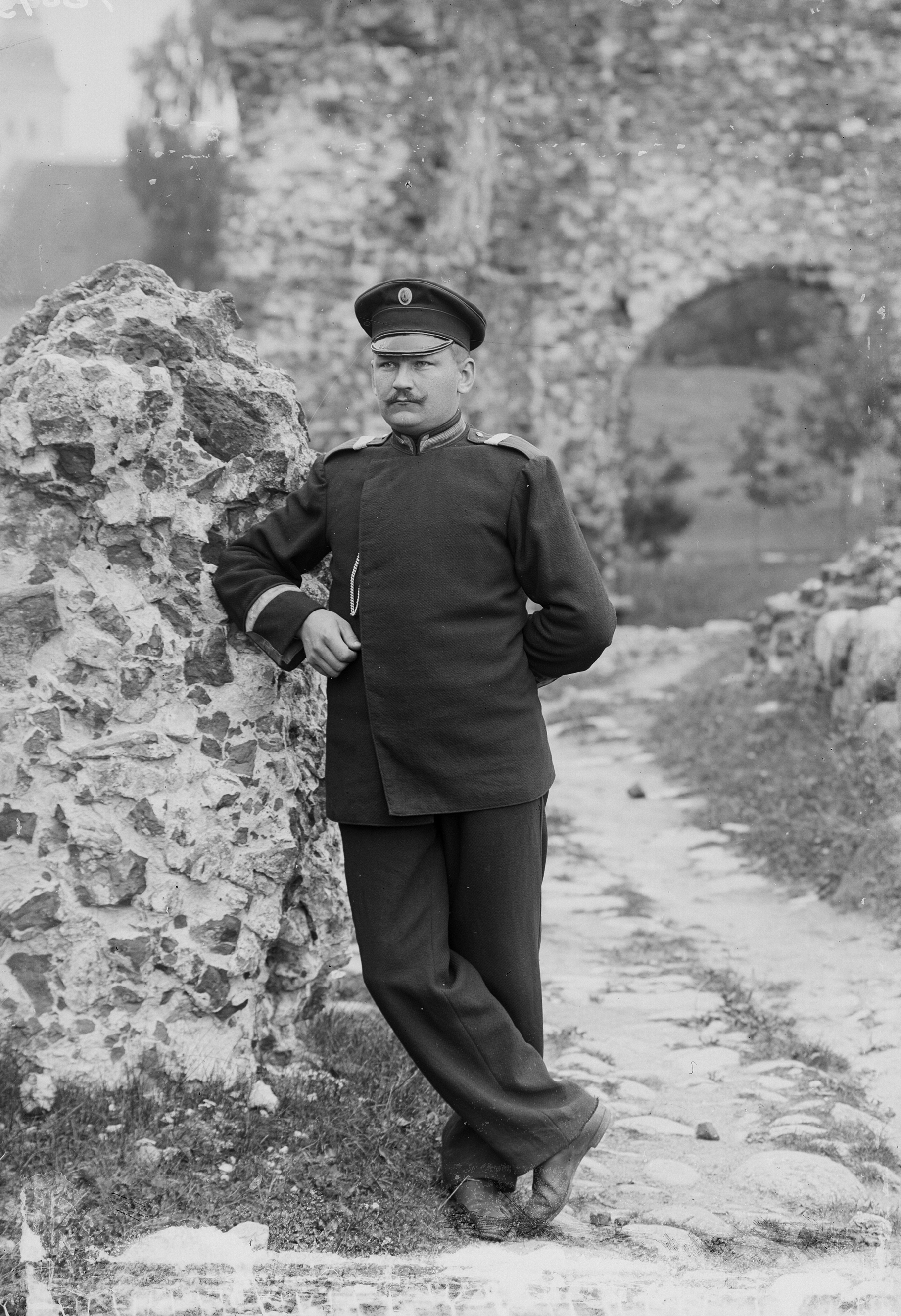
Замок Феллин, мужчина в форме, 1903
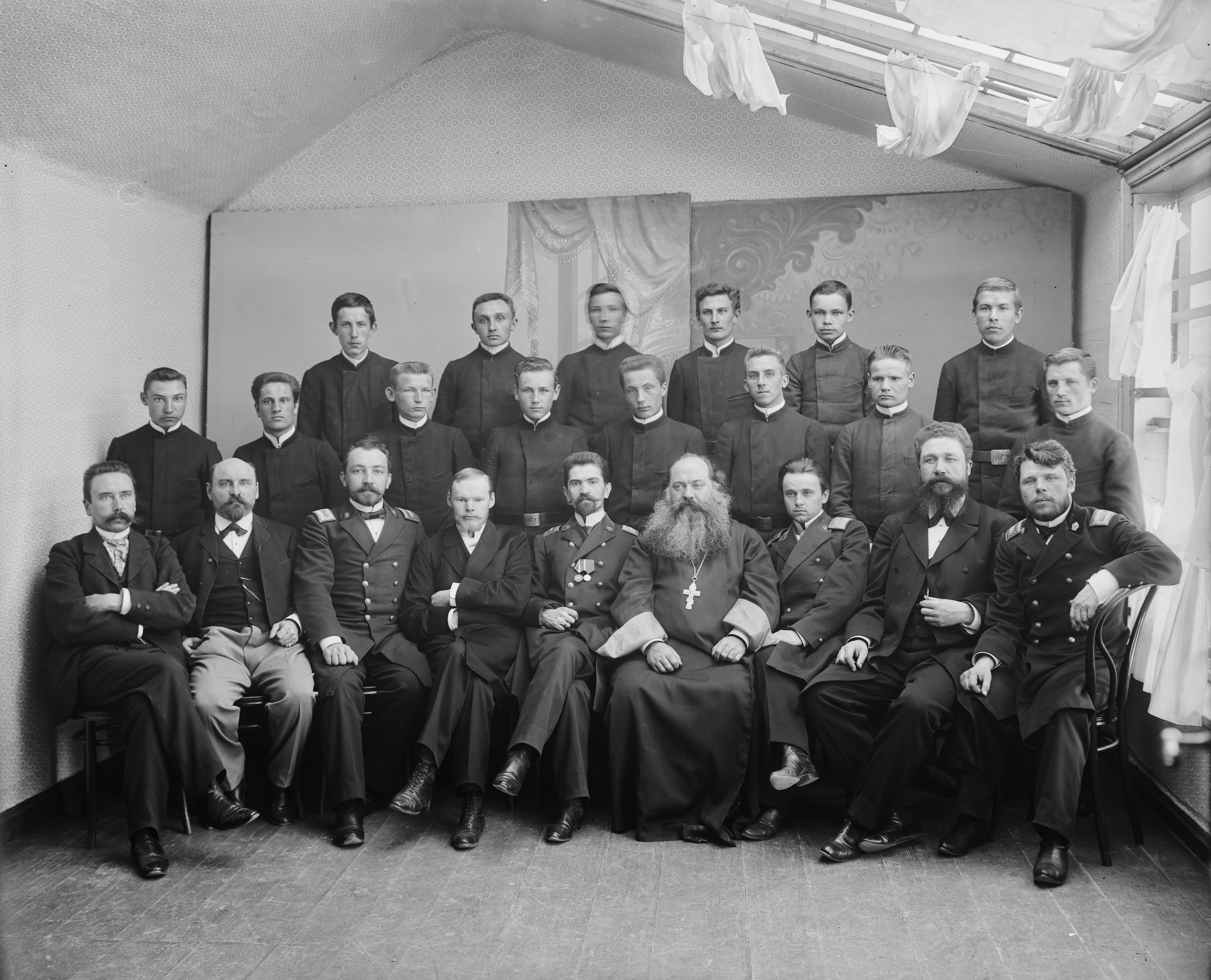
Учащиеся и учителя Вильяндиского уездного училища, 1904
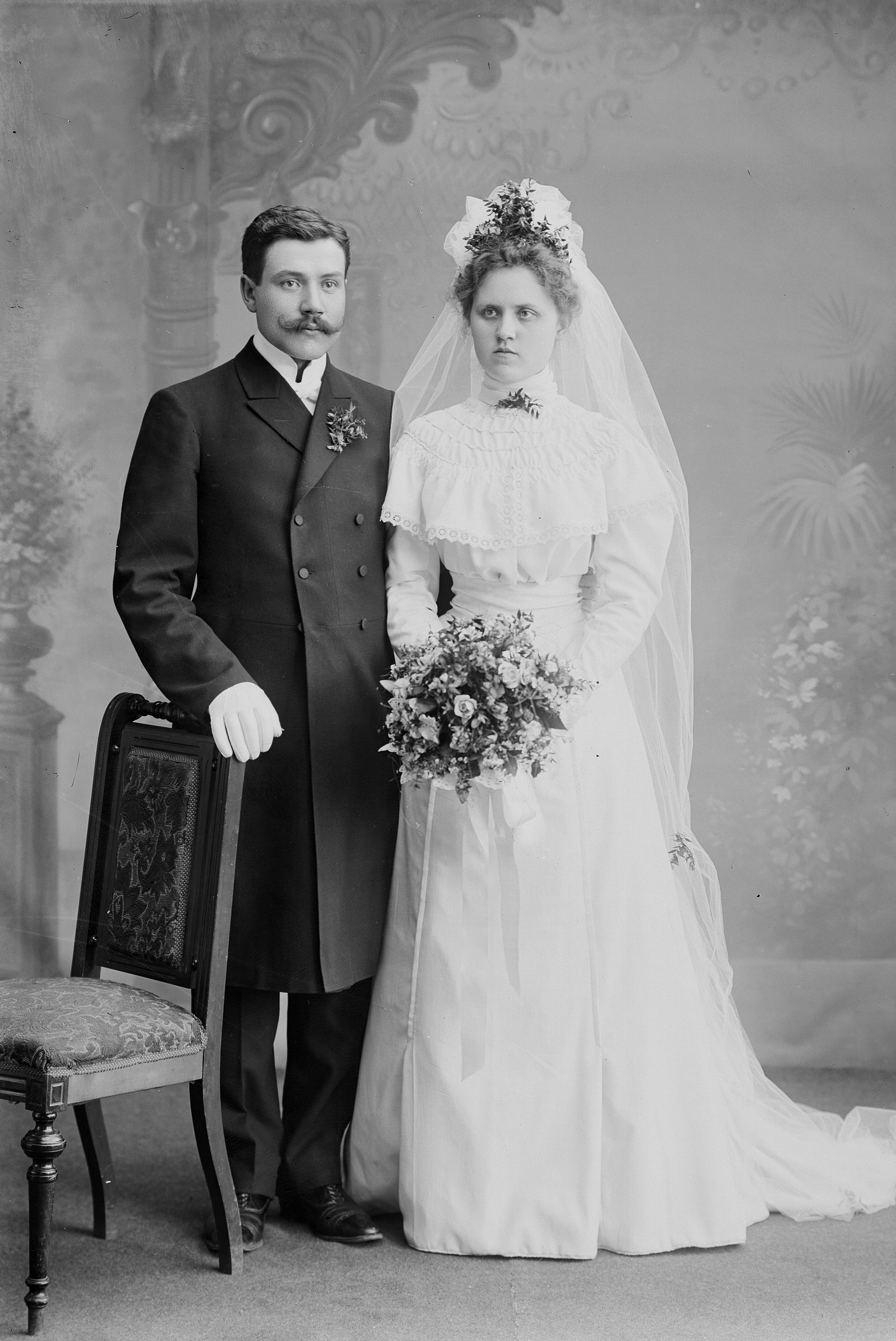
Вольдемар Саар с супругой, 1905
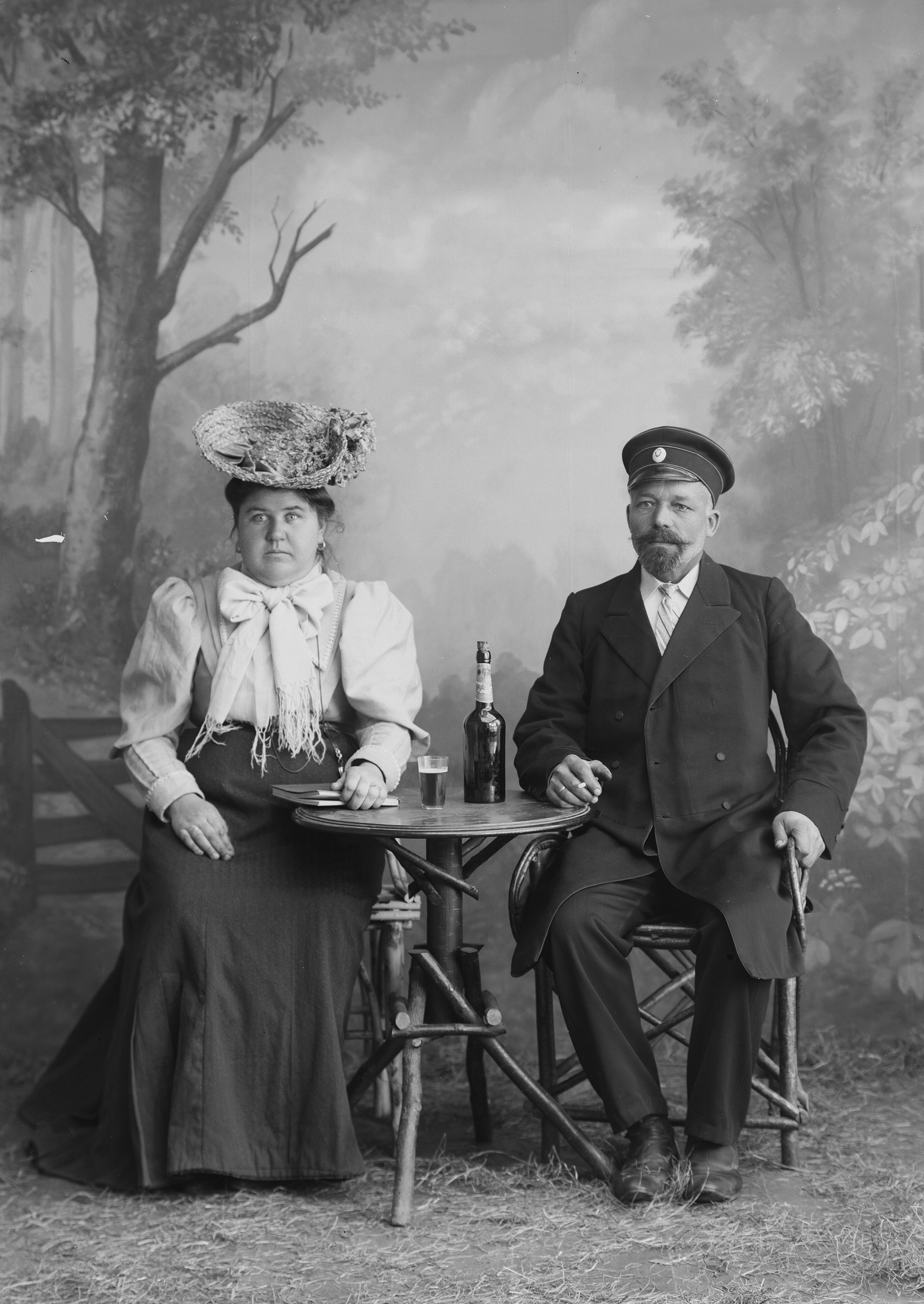
Супружеская чета Гирн, 1906
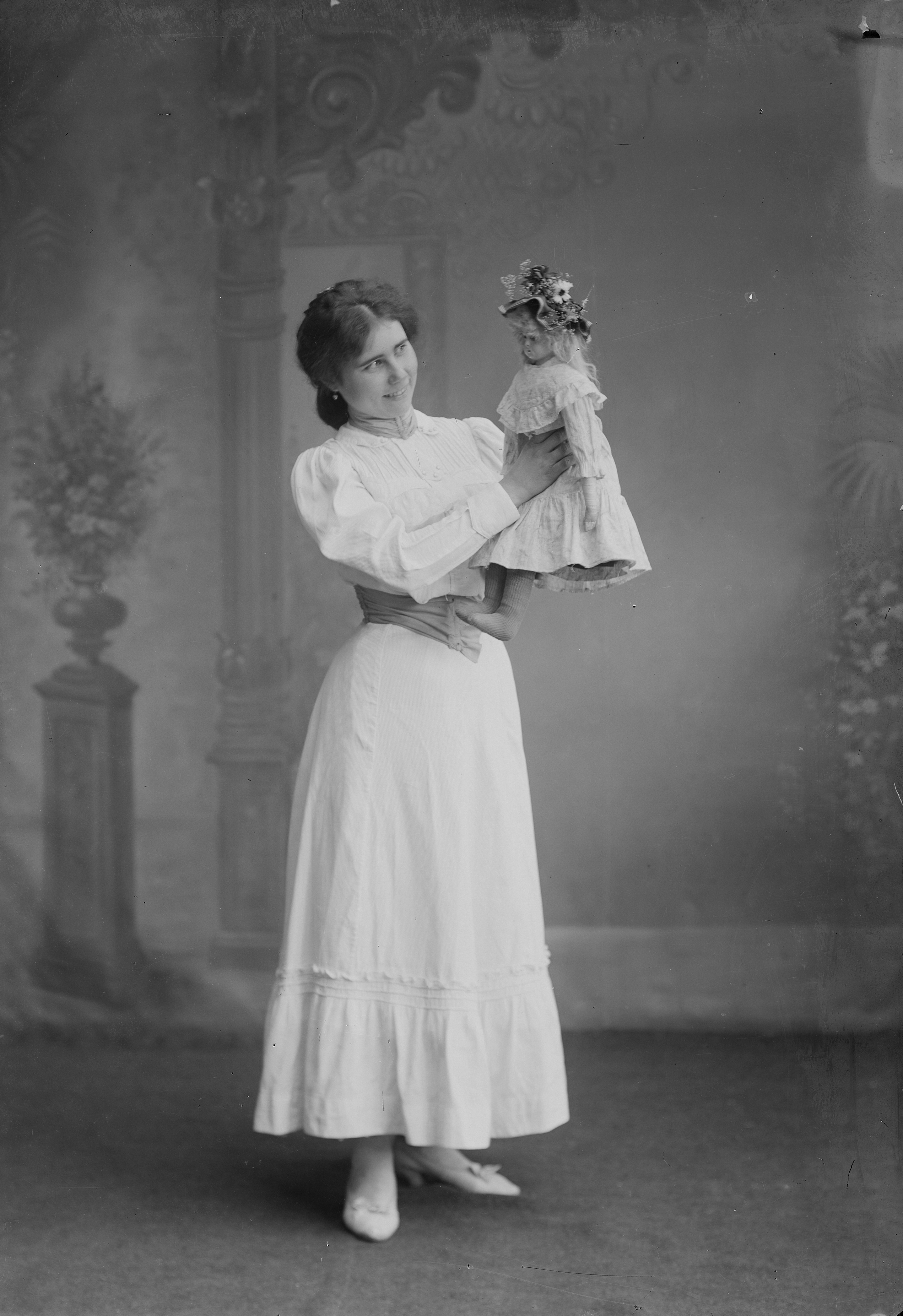
Анна Алтлейс с куклой, 1906
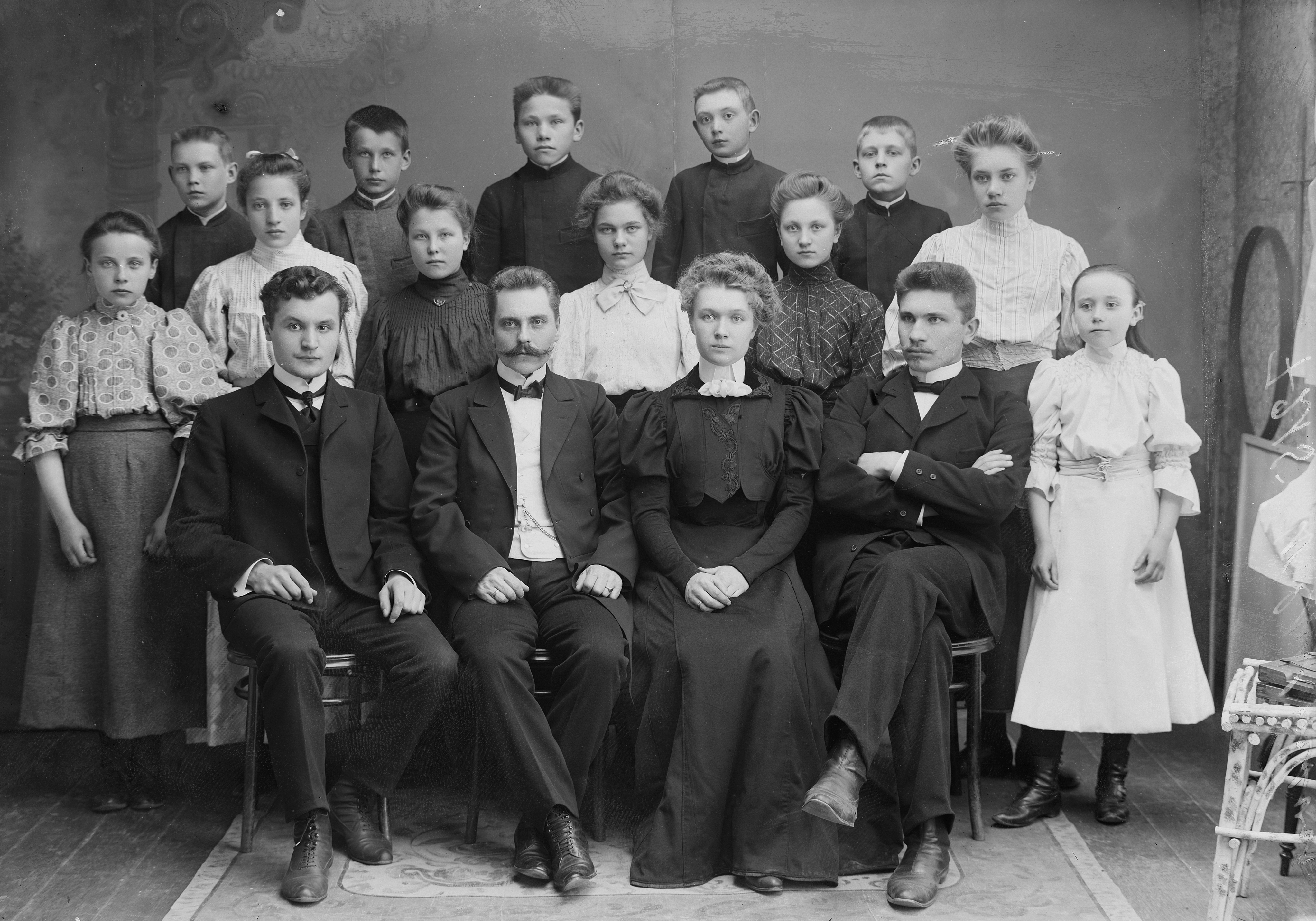
Группа учеников и учителей частной начальной школы Карла Вильгельмсона, 1907
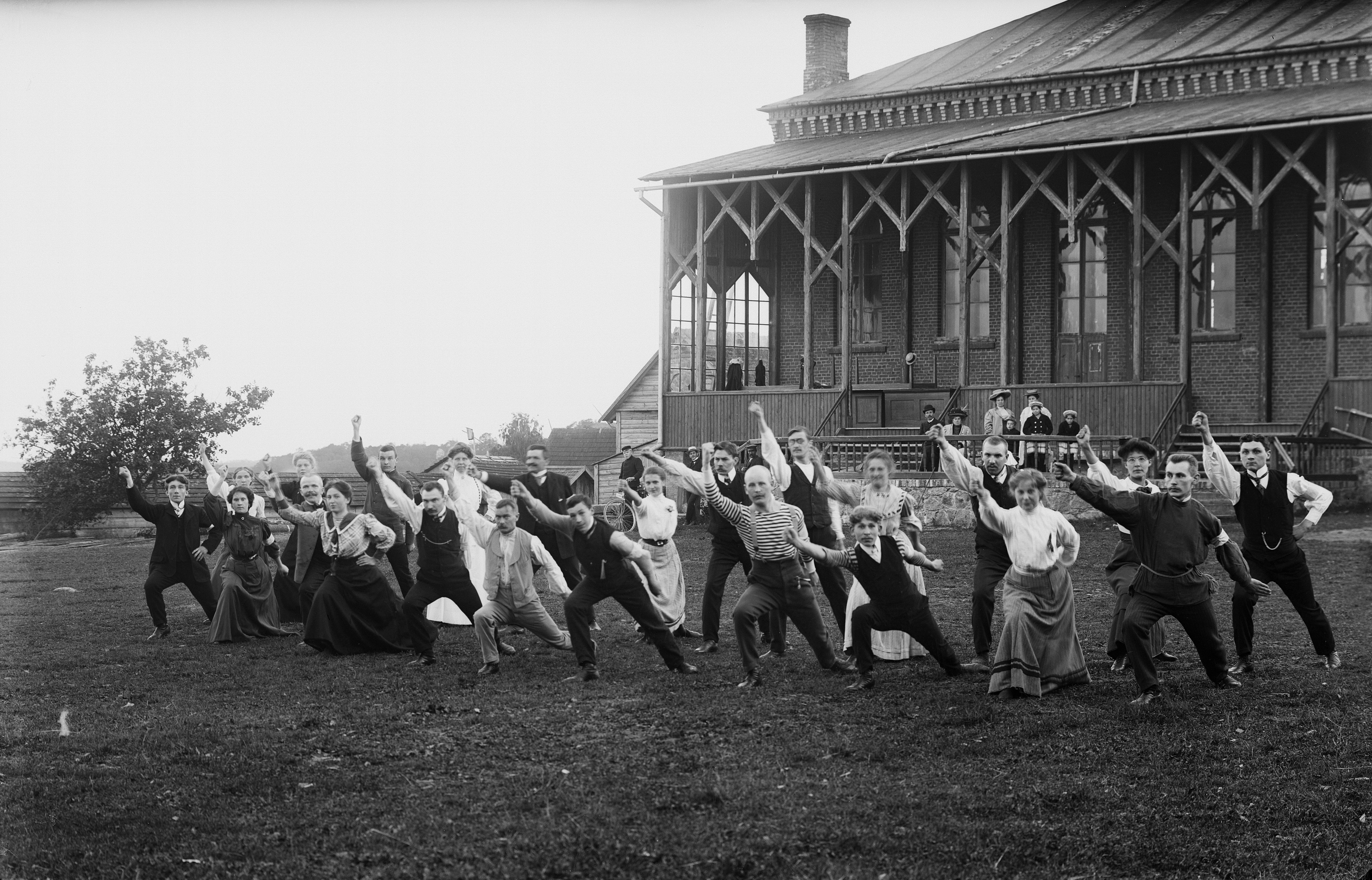
Курс гимнастики и музкомедий Антона Ыунапуу, 1909
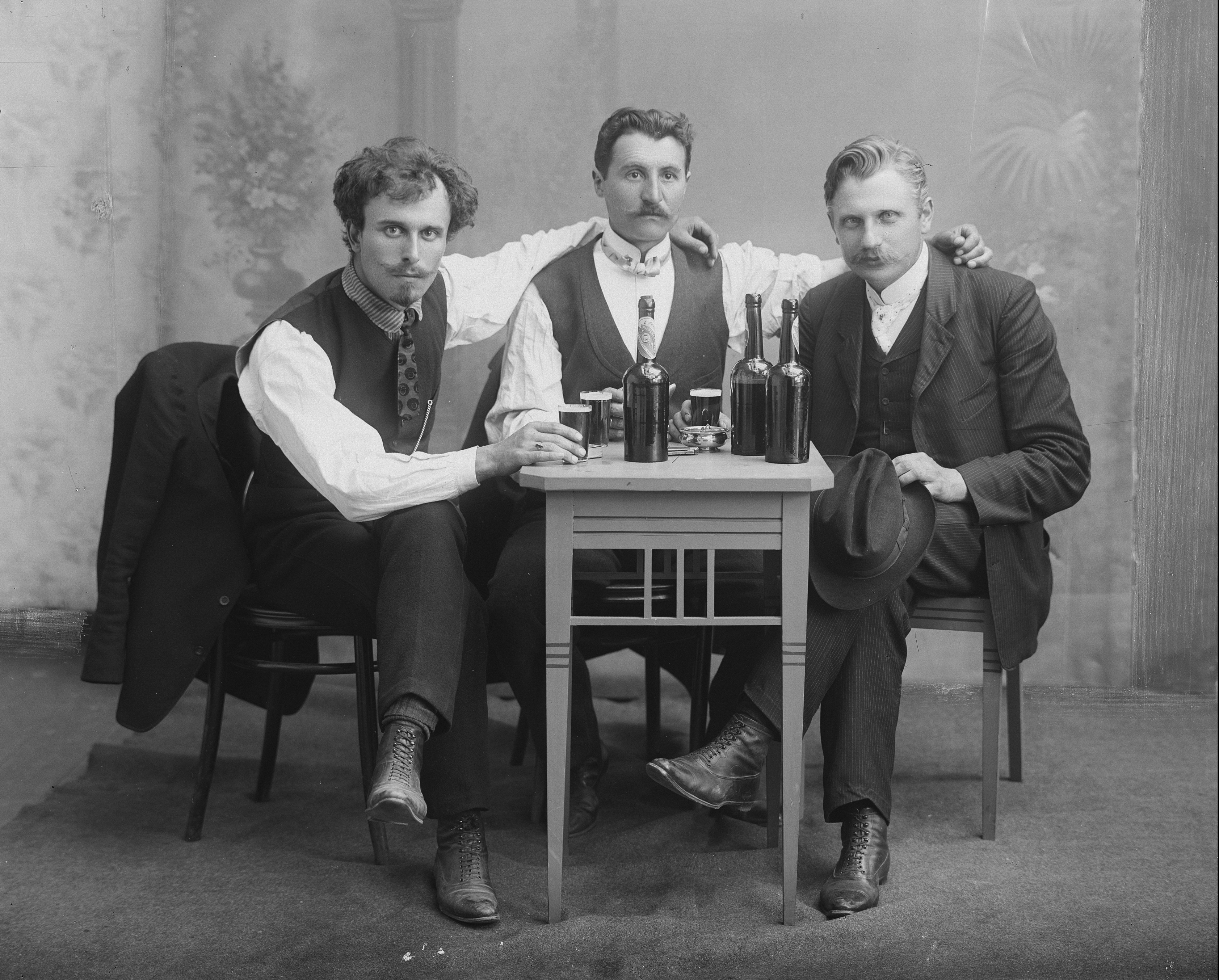
Трое мужчин, 1909
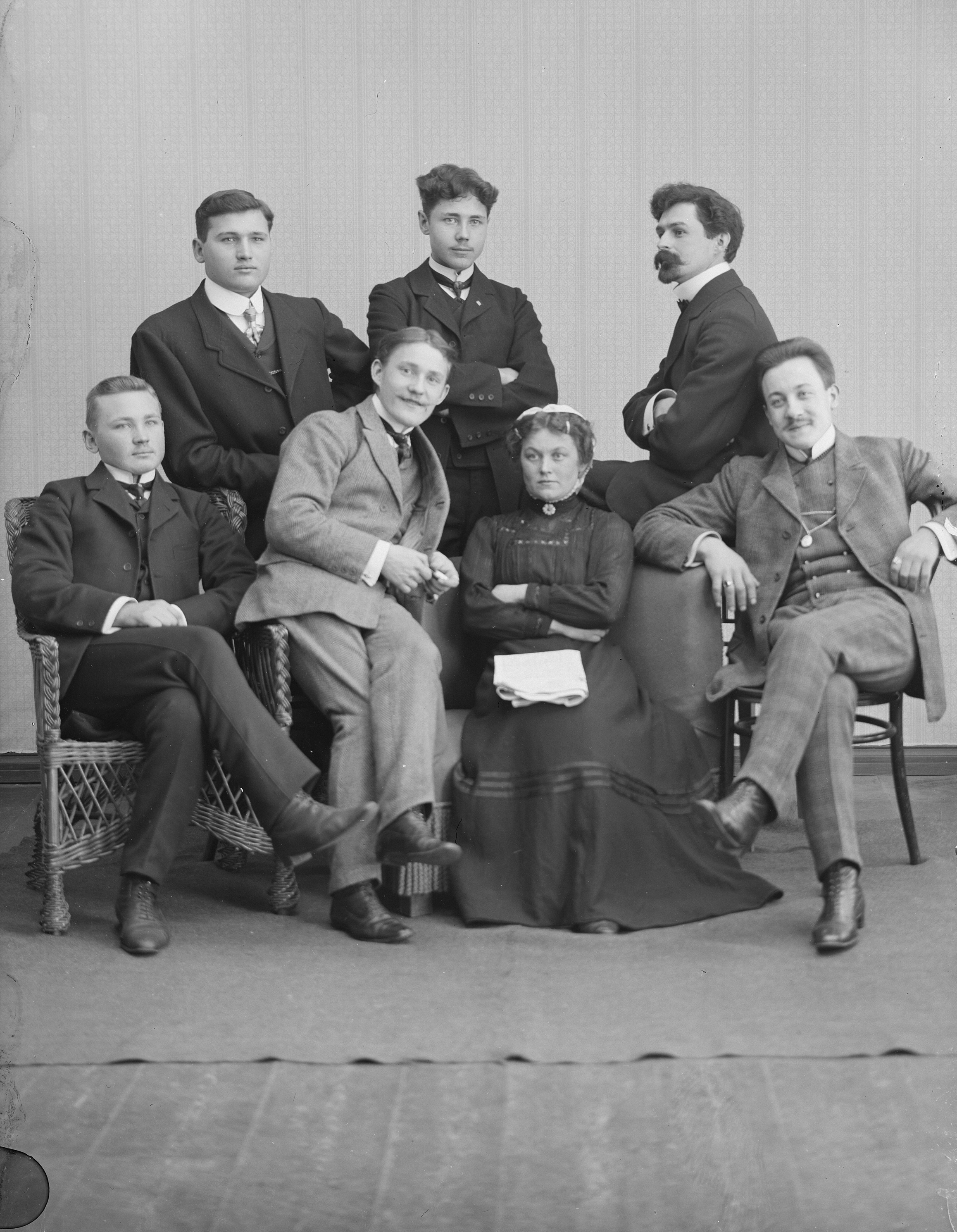
Члены Вильяндиского общества трезвости «Вабадуз», 1910
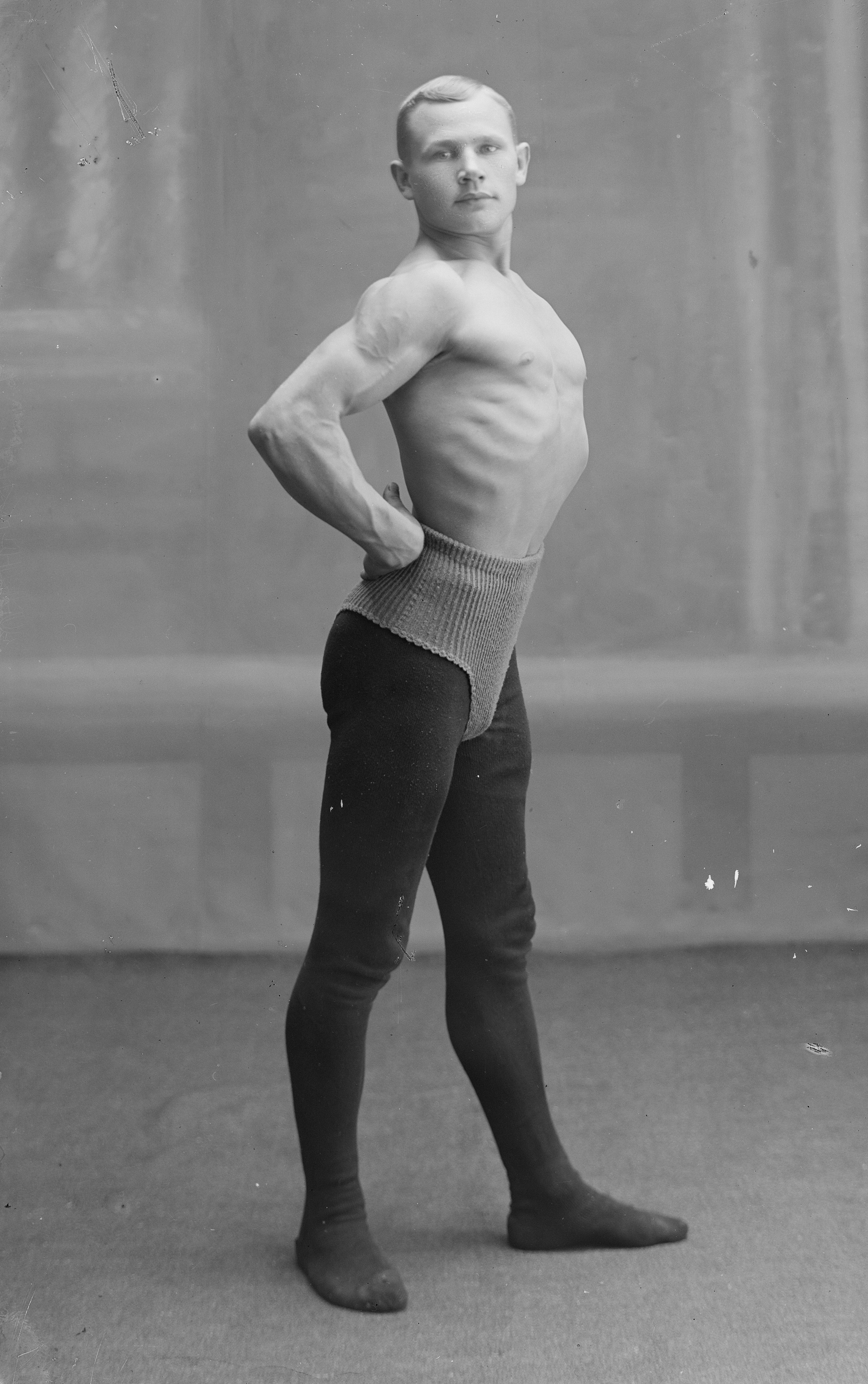
Спортсмен Юхкамсон, 1911
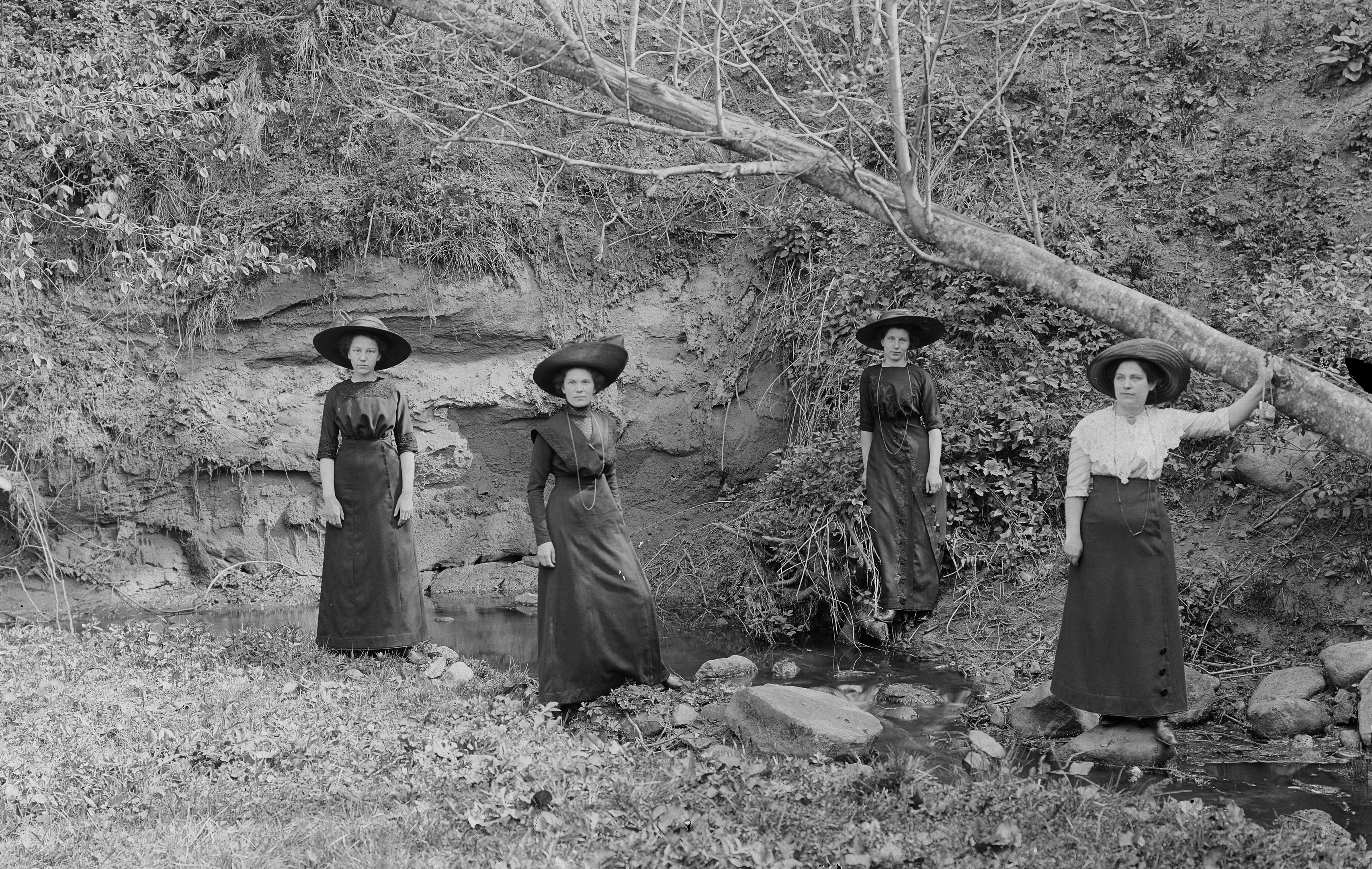
Женщины в шляпках, 1913
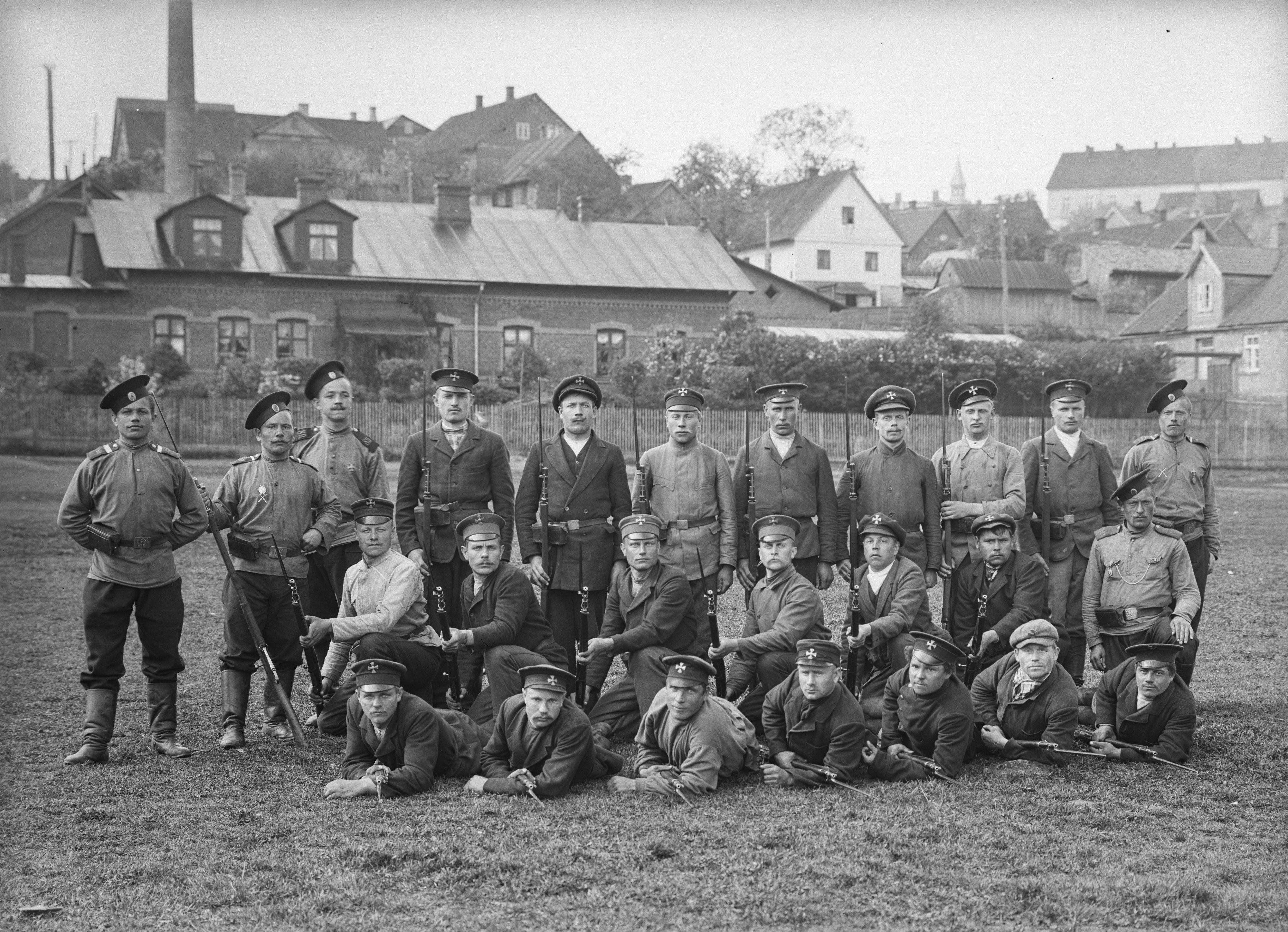
Вильяндиские резервисты, 1913
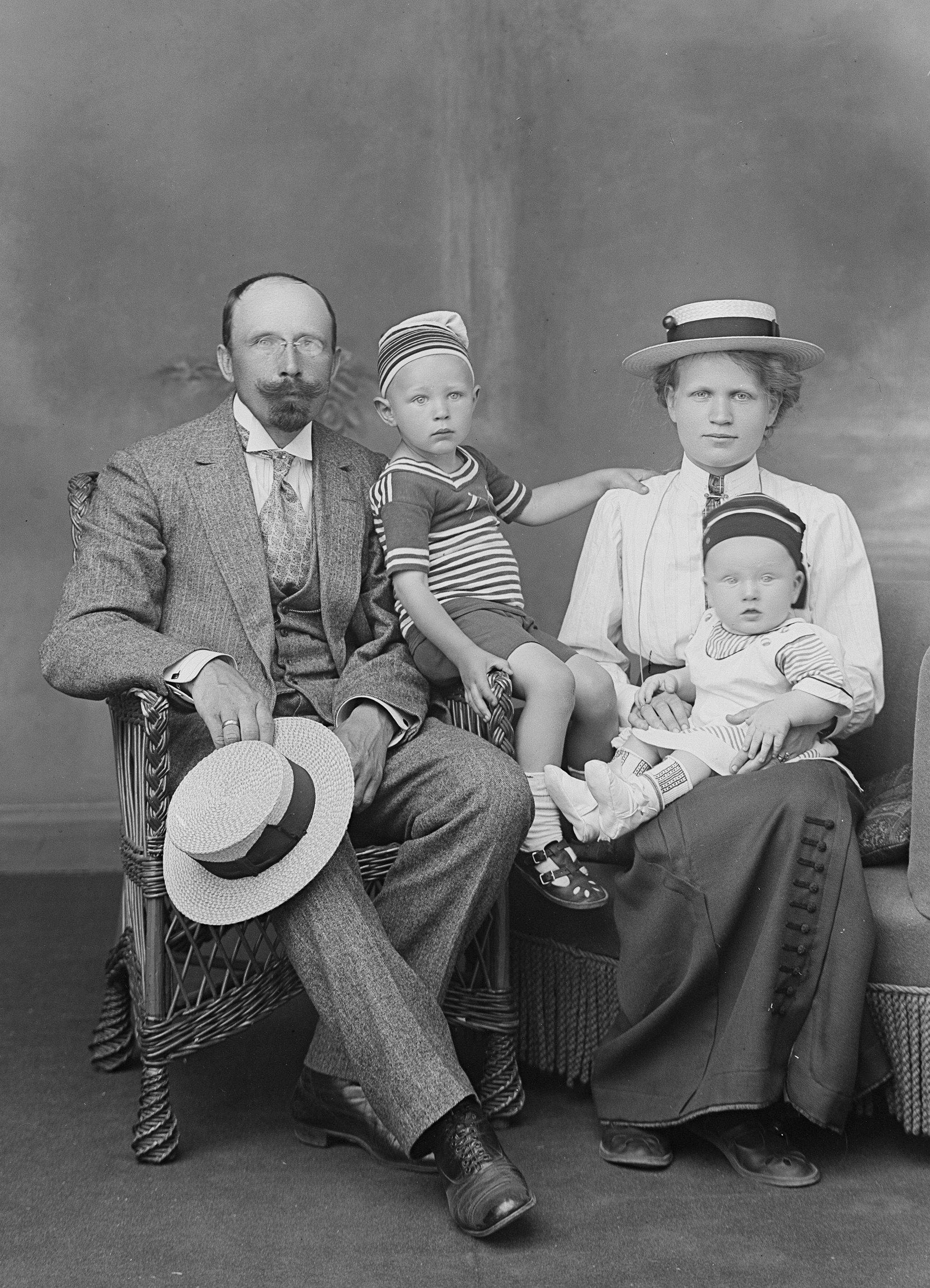
Семейство Асов (Asow), 1914
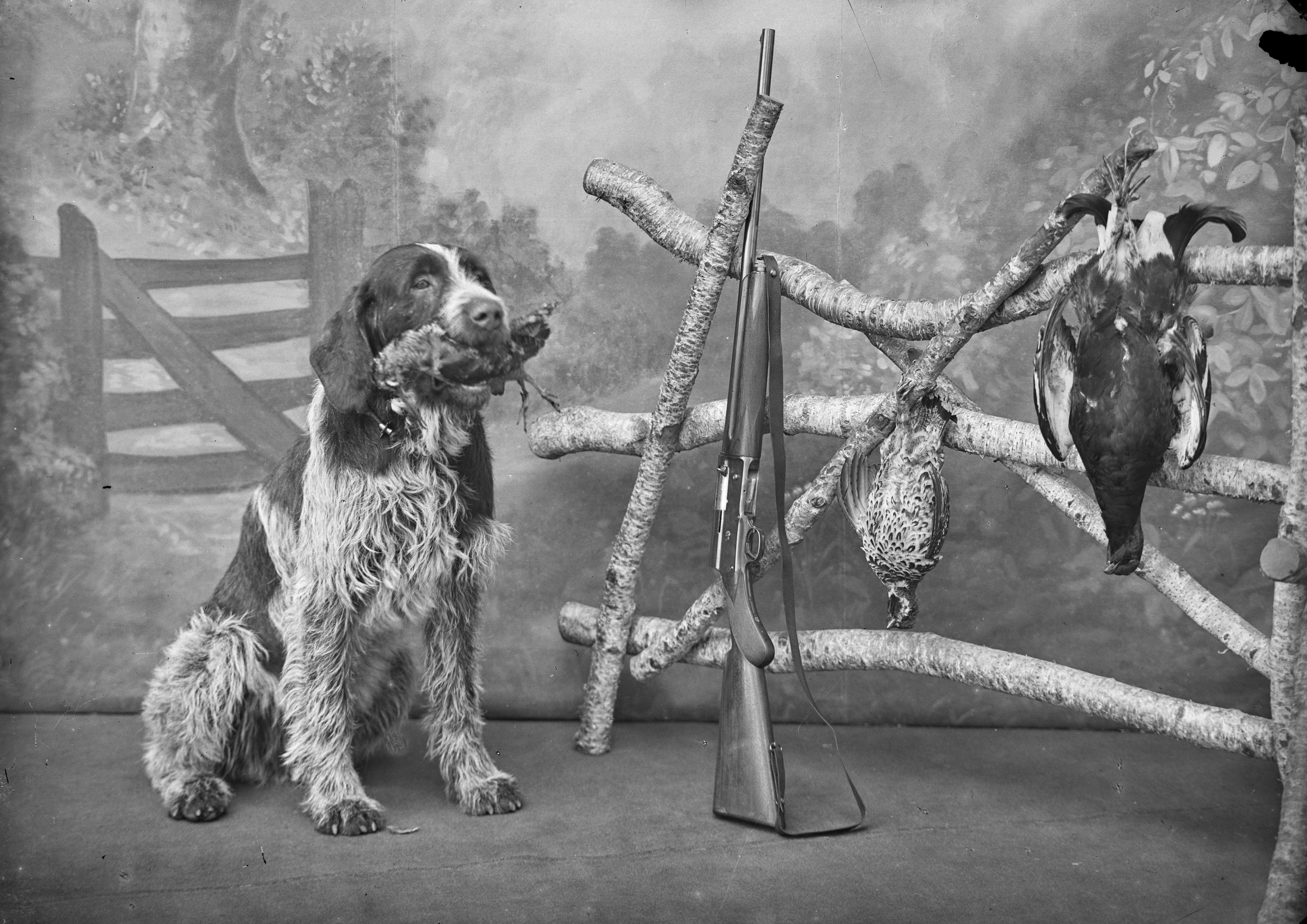
Охотничья собака с добычей, 1916
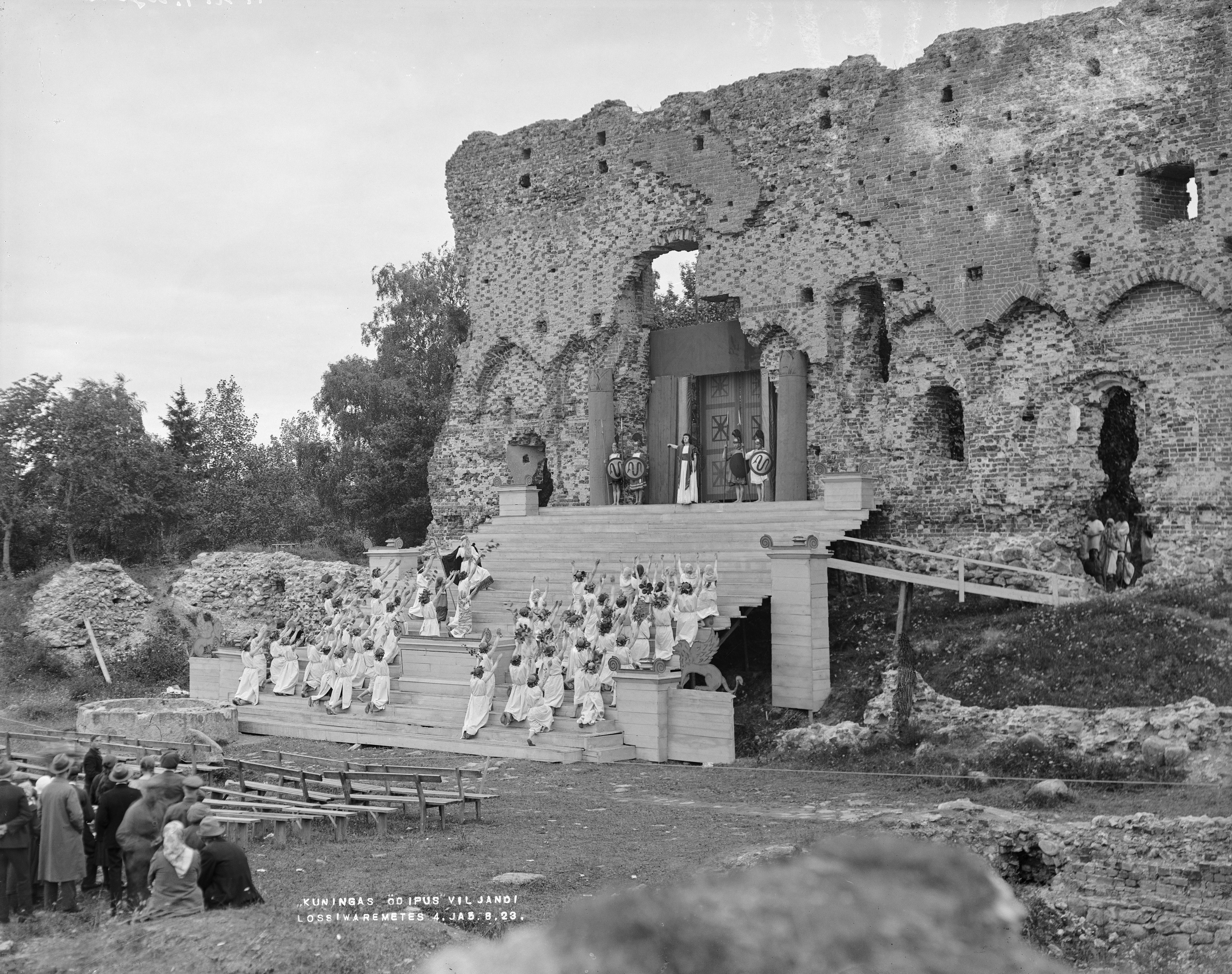
Постановка на открытом воздухе «Царь Эдип», театр «Угала», 1923
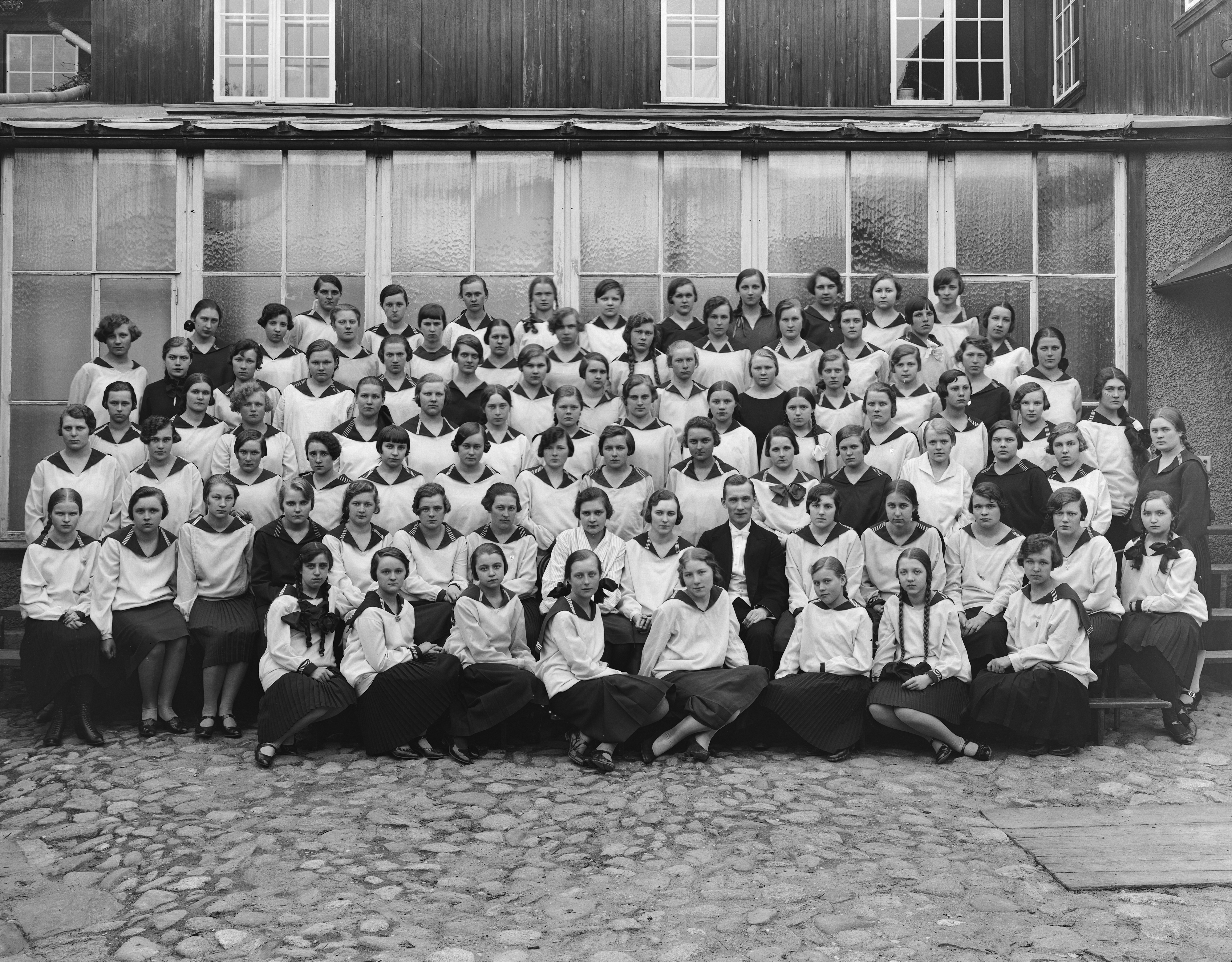
Хор девушек из гимназии Эстонского образовательного общества, 1927
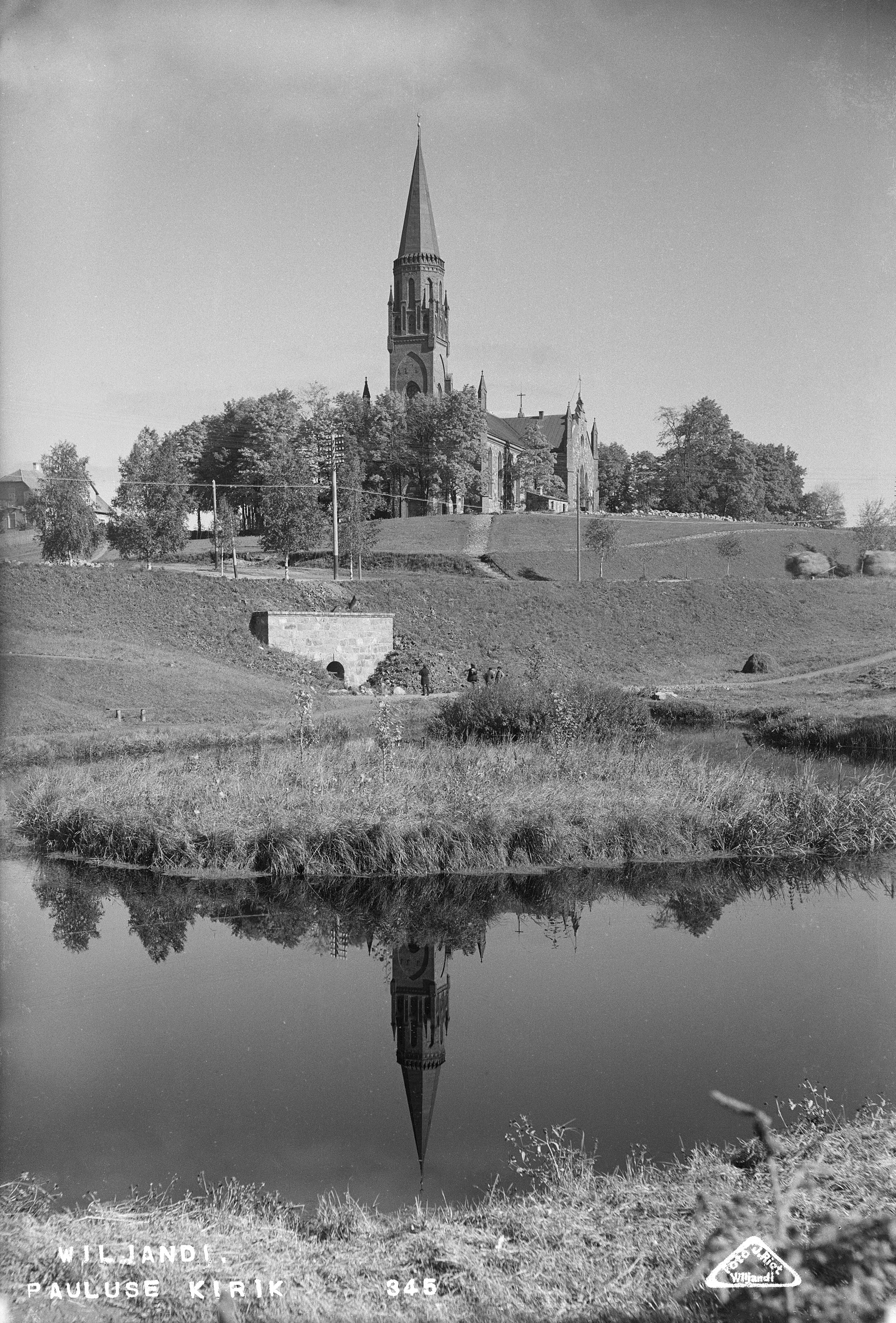
Церковь св. Павла в Вильянди, прим. 1933